# Edvard Unsgaard
Per Edvard Håkan Unsgaard, född 24 november 1974, är en svensk journalist.
Unsgaard, som tidigare var journalist på Sveriges Radios Ekoredaktion,  var efter valet 2006 pressekreterare åt statsminister Fredrik Reinfeldt och därefter politiskt sakkunnig till migrationsminister Tobias Billström till april 2011. 
I september 2009 framkom det att Unsgaard skulle ställa upp i Moderaternas provval inför riksdagsvalet 2010. Han sade i samband med detta att han främst skulle driva äldreomsorgsfrågor.
Unsgaard, som är prästson, är gift med journalisten Anna Unsgaard och sonson till TV-chefen Håkan Unsgaard.